# Полет 120 на TAME
Полет 120 на TAME е редовен международен пътнически полет от международното летище „Марискал Сукре“, Кито, Еквадор, до международното летище „Алфонсо Бонила Арагон“, Кали, Колумбия, с планирано междинно кацане на международното летище „подполковник Луис А. Мантила“, Тулкан, управляван от TAME. На 28 януари 2002 г. самолетът „Боинг 727-134“, който изпълнява полета, се разбива в условия на мъгла в склона на вулкана Кумбал, разположен близо до Ипиалес, Колумбия, при подход към международното летище в Тулкан. В катастрофата загиват всички 87 пътници и 7 членове на екипажа на борда на машината.
Разследваща комисия на Специалното административно звено за гражданска аеронавтика в Колумбия установява, че вероятната причина за произшествието е решението на пилота да започне и продължи полета към Тулкан, въпреки че метеорологичните условия не са подходящи за летене, съгласно установените правила на авиокомпанията. Командирът също така не спазва схемата за изкачване към международното летище „Подполковник Луис А. Мантила“ и управлява самолета със скорост, по-висока от определената.